# Consell de Garanties Estatutàries de Catalunya
El Consell de Garanties Estatutàries de Catalunya és la més alta institució juridicoconsultiva de la Generalitat de Catalunya. En virtut de l'article 76 de l'Estatut d'autonomia de Catalunya, li correspon vetllar perquè les lleis del Parlament i les normes amb força de llei del Govern s'adeqüin a l'Estatut i a la Constitució. Així mateix, com a garantia de l'autogovern català, ha de dictaminar prèviament a la interposició davant el Tribunal Constitucional de recursos d'inconstitucionalitat, conflictes de competència i conflictes en defensa de l'autonomia local. El Consell exerceix la seva funció mitjançant l'emissió de dictàmens jurídics preceptius i no vinculants, a sol·licitud del Parlament, el Govern, el Síndic de Greuges o les institucions locals. I, finalment, també desenvolupa un paper d'especial tutela dels drets estatutaris, en els termes de l'article 38.1 de l'Estatut.
Amb la finalitat d'assegurar la seva independència en l'exercici de les funcions que té atribuïdes estatutàriament i legal, el Consell té autonomia orgànica, funcional i pressupostària.
El Consell de Garanties Estatutàries es constituí el 24 de novembre de 2009 i succeeix, amb funcions més àmplies, l'extint Consell Consultiu (1980-2009).

## Funcions
D'acord amb el que estableix l'article 76 de l'Estatut i l'article 16 de la Llei 2/2009, el Consell de Garanties Estatutàries dictamina sobre:
1. L'adequació a la Constitució dels projectes i les proposicions de reforma de l'Estatut d'autonomia de Catalunya abans que el Parlament els aprovi.
2. L'adequació a l'Estatut i a la Constitució dels projectes i les proposicions de llei sotmesos a l'aprovació del Parlament, inclosos els de lectura única.
3. L'adequació a l'Estatut i a la Constitució dels decrets llei sotmesos a la convalidació del Parlament.
4. L'adequació a l'Estatut i a la Constitució dels projectes de decret legislatiu aprovats pel Govern en els supòsits en què la llei de delegació estableixi que el Parlament ha d'efectuar el control addicional de la legislació delegada i abans que siguin publicats en el Diari Oficial de la Generalitat de Catalunya.
5. L'adequació a l'autonomia local, garantida per l'Estatut, dels projectes i les proposicions de llei, i també dels projectes de decret legislatiu aprovats pel Govern.

Així mateix, dictamina prèviament a la presentació del corresponent procediment davant el Tribunal Constitucional, amb relació a:
1. La interposició pel Parlament o pel Govern d'un recurs d'inconstitucionalitat.
2. El plantejament pel Govern d'un conflicte de competència.
3. La interposició d'un conflicte en defensa de l'autonomia local, constitucionalment garantida, en els supòsits que indica la Llei orgànica del Tribunal Constitucional.

## Composició i designació dels membres
El Consell de Garanties Estatutàries és integrat per nou membres, els quals han d'ésser juristes de competència i prestigi reconeguts, amb més de quinze anys d'experiència professional, i han de tenir la condició política de catalans. Tots ells actuen amb imparcialitat i són inamovibles per raó de l'exercici de llur càrrec. El seu mandat és per un període de sis anys, i no poden ésser reelegits.
Són nomenats pel president o presidenta de la Generalitat mitjançant una doble via de designació: sis elegits a proposta del Parlament, acordada per majoria de tres cinquenes parts dels diputats o diputades del Ple, i els tres restants a proposta del Govern. Un dels tres membres designats pel Govern ho és d'entre una terna proposada pel Consell de Governs Locals.
El Consell de Garanties Estatutàries es renova per terços cada tres anys. Els seus membres elegeixen d'entre ells, per un període de tres anys i renovable una sola vegada, el president o presidenta, el vicepresident o vicepresidenta i el conseller secretari o consellera secretària del Consell.

### Composició actual

#### Designats a proposta del Govern
Hble. Sr. Joan Vintró i Castells, (2019-actualitat), president (2022-actualitat).
I. Sra. Margarida Gil i Domènech, (2017-actualitat), secretària (2022-actualitat).
I. Sra. Eva Pons Parera, consellera (2022-actualitat).

#### Designats a proposta del Parlament[10][9]
I. Sr. Enoch Albertí i Rovira, conseller (2022-actualitat).
I. Sra. Mercè Barceló i Serramalera, consellera (2022-actualitat).
I. Sra. Montserrat Rosell Martí, consellera (2022-actualitat).
I. Sr. Francesc Esteve i Balagué, conseller (2022-actualitat).
I. Sr. Eduard Roig Molés, conseller (2022-actualitat).
I. Sra. M. Jesús Larios Paterna, vicepresidenta (2023-actualitat).

### Composició històrica
I. Sra. Laura Díez Bueso (2022-2023)
Hble. Sr. Joan Egea Fernàndez (2009-2022)
Hble. Sr. Pere Jover i Presa (2009-2022)
I. Sr. Jaume Vernet i Llobet (2009-2022)
I. Sr. Àlex Bas i Vilafranca (2009-2022)
I. Sr. Francesc de Paula Caminal i Badia (2013-2022)
I. Sr. Carles Jaume i Fernández (2013-2022)
I. Sr. Julio Añoveros Trias de Bes (23/11/2009-08/05/2012)
I. Sra. Antonia Agulló Agüero (23/11/2009-21/03/2013)
I. Sr. Enric Fossas Espadaler (23/11/2009-21/03/2013)
Hble. Sr. Eliseo Aja (23/11/2009-07/07/2017)
I. Sr. Joan Ridao Martín (20/03/2013-30/12/2016)
I. Sr. Marc Carrillo (23/11/2009 - 01/08/2019)

### Marc normatiu
1. Estatut d'autonomia de Catalunya (art. 38, 76 i 77 i disposició transitòria primera)
2. Llei 2/2009, de 12 de febrer, del Consell de Garanties Estatutàries (versió consolidada))
3. Reglament d'organització i funcionament (versió consolidada)